# 卡洛·蓋塔茲
卡洛·蓋塔茲（英語：Carol Gattaz，1981年7月24日—），是一名巴西女子排球運動員，司職副攻手。現效力於巴超球隊米納斯女排俱樂部。
她是巴西國家女子排球隊一員。卡洛在2004年首度入選國家隊，並參與了不少國際賽。但在副攻林立的巴西，卡洛漸漸不入選國家隊。
在2021年，卡洛憑着其出色的表現，以高齡之態再度入選國家隊。並首度參加2020東京奧運，並獲得銀牌。而卡洛亦獲選為最佳副攻。

## 獎項

### 个人荣誉
- 2021年世界女排聯賽：最佳快攻手
- 2020年東京奧運：最佳快攻手

### 國家隊
- 2005年世界大冠軍盃：金牌
- 2006年世界女子排球錦標賽：銀牌
- 2009年世界大冠軍盃：銀牌
- 2010年世界女子排球錦標賽：銀牌
- 2013年世界大冠軍盃：金牌
- 2019年世界女排聯賽：銀牌
- 2021年世界女排聯賽：銀牌
- 2020年夏季奧林匹克運動會排球比賽：銀牌